# Cá tráp trắng
Cá tráp trắng (Danh pháp khoa học: Diplodus sargus) là một loài cá trong Họ Cá tráp, thuộc chi Diplodus. Đây là một loài bản địa phân bố ở phía Đông của Đại Tây Dương đến phía Tây của Ấn Độ Dương, chúng được tìm thấy trong vịnh Biscay phía Nam của Nam Phi, kể cả Madeira và đảo Canary ở Địa Trung Hải và Biển Đen. Một vài cá thể thỉnh thoảng được tìm thấy ở bờ biển Ấn Độ Dương ở Nam Phi, Mozambique và Madagascar, và Oman. Chúng có thể được tìm thấy ở độ sâu 50 m. Một vài cá thể có chiều dài tới 45 cm nhưng chiều dài trung bình khoảng 22 cm. Cá là động vật ăn phù du ở biển, ăn các loài giáp xác.

## Các phân loài
- Diplodus sargus ascensionis (Valenciennes, 1830), ngoài khơi đảo Ascension
- Diplodus sargus cadenati (de la Paz, et al., 1974), ngoài khơi bờ biển châu Âu và tây châu Phi, và ngoài khơi Madeira và quần đảo Canary
- Diplodus sargus capensis (Smith, 1846): ngoài khơi Angola, Nam Phi và Mozambique
- Diplodus sargus helenae (Sauvage, 1879): ngoài khơi đảo Saint Helena
- Diplodus sargus kotschyi (Steindachner, 1876): ngoài khơi Madagascar và các nơi khác ở Ấn Độ Dương
- Diplodus sargus lineatus (Valenciennes, 1830): ngoài khơi quần đảo Cape Verde
- Diplodus sargus sargus (Linnaeus, 1758) ở Địa Trung Hải và Biển Đen